# Chares (Feldherr)
Chares (griechisch Χάρης Chárēs) war ein athenischer Feldherr des 4. Jahrhunderts v. Chr.
Chares war der Sohn des Kleochares, eines der namhaften Heerführer der Athener. Chares kämpfte ab 367 v. Chr. in den vielen Kriegen, in die Athen seinerzeit verwickelt war. Im Jahr 353 v. Chr. schlug er den makedonischen Befehlshaber Adaios in der Schlacht bei Kypsela in Thrakien. Wiederholt konnte er glänzende Erfolge erreichen, insbesondere auch zwischen 349 und 340 v. Chr., als er gegen Philipp von Makedonien kämpfte. Indessen war er 338 v. Chr. in der Schlacht von Chaironeia der makedonischen Taktik nicht gewachsen.
Chares zog sich 335 v. Chr. nach Sigeion am Hellespont zurück, kämpfte 333 v. Chr. für die Perser gegen Alexander den Großen im Ägäischen Meer und hielt mit 2.000 Mann Mytilene, bis er 332 v. Chr. kapitulieren musste.
324 v. Chr. war Chares nicht mehr am Leben.